# جلال عارف
جلال عارف رئيس المجلس الأعلى للصحافة المصرية نقيب سابق للصحفيين المصريين، وكاتب صحفي بمؤسسة أخبار اليوم.  
عُيَّن بعد ثورة 30 يونيو 2013. من مهام المجلس تحديد أسماء رؤساء وأعضاء مجالس إدارات الصحف القومية.